# Manettia nubigena
Manettia nubigena är en måreväxtart som beskrevs av Friedrich Ludwig Diels. Manettia nubigena ingår i släktet Manettia och familjen måreväxter. IUCN kategoriserar arten globalt som otillräckligt studerad.
Artens utbredningsområde är Ecuador. Inga underarter finns listade i Catalogue of Life.